# Bundelkhand Mukti Morcha
Bundelkhand Mukti Morcha ("Bundelkhands befrielsefront"), ett politiskt parti i Indien lett av filmstjärnan Raja Bundela. Partiet kämpar för att regionen Bundelkhand (idag del av Uttar Pradesh och Madhya Pradesh) ska bli en egen delstat. I valet till Lok Sabha 2004 ställde Bundela upp som Kongresspartiets kandidat i Jhansi, Bundelkhands "huvudstad". Bundela fick 104 584 röster (12,76%).